# Herstigte Nasionale Party
De Herstigte Nasionale Party (Nederlands: Herstichte Nationale Partij) is een Zuid-Afrikaanse politieke partij van extreemrechtse signatuur.

## Geschiedenis

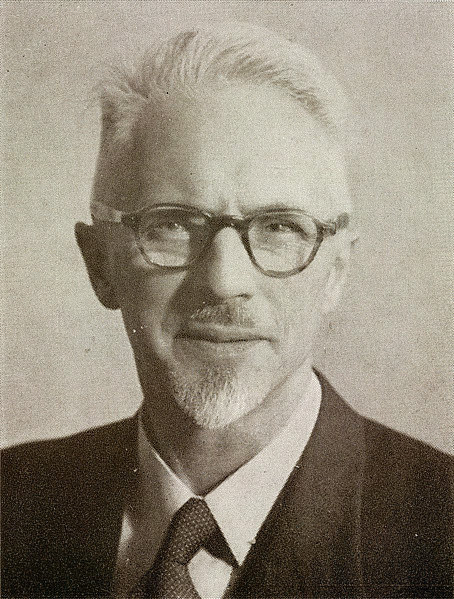
Albert Hertzog. Oprichter van de HNP

Sinds het eind van de jaren 60 leefde er grote onrust binnen de regerende Nasionale Party van premier John Vorster. Volgens de ultraconservatieven binnen de partij, de "verkramptes", onder leiding van Albert Hertzog (zoon van oud-premier James Barry Hertzog), was het apartheidsbeleid van de regering, de "verligtes", verslapt. Bovendien beschuldigden zij premier Vorster ervan een politiek van toenadering te voeren ten opzichte van een aantal Afrikaanse staten door met deze landen volledige diplomatieke betrekkingen aan te gaan (bijvoorbeeld Malawi, Ivoorkust etc.). In 1968 werden Albert Hertzog en enkele andere "verkramptes" vanwege hun kritiek op het regeringsbeleid uit het kabinet gezet en uit de NP gesloten.

### Oprichting van de HNP en haar doelstellingen
Op 24 november 1969 richtten Hertzog en enkele medestanders in Pretoria de Herstigte Nasionale Party (HNP) op. De partij streefde naar een volledige apartheid. De maatregelen die het kabinet nam waren in de ogen van de oprichters uiteindelijk vooral gericht op de zgn. "kleine apartheid" (bekend van de bordjes "slegs vir blankes", het verbod van gemengde huwelijken etc.). Volledige apartheid behelsde vooral de "grote apartheid", namelijk het instellen van volledig onafhankelijke bantoestans (thuislanden) voor de zwarte bevolking. Zwarten die desondanks in het blanke deel van Zuid-Afrika (87% van het oppervlak) bleven wonen, mocht geen enkele juridische status worden verleend en zij moesten zo nodig gedeporteerd worden naar de thuislanden. De oprichters waren ook tegenstander van volledige diplomatieke betrekkingen met niet-blanke staten en wensten een confrontatiepolitiek met de zojuist onafhankelijk geworden Afrikaanse staten. Het devies van de partij verwoordde duidelijk het streven van de partij: "Dié Land is ons Land".
Hertzog claimde dat hij in de traditie stond van de in 1968 vermoorde premier Hendrik Frensch Verwoerd. Anders dan Verwoerd streefde Hertzog ook naar een soort socialisme in de vorm van nationalisering van grote bedrijven die in handen waren van de Engelstalige blanken. Staatsbedrijven moesten worden gerund door Afrikaners. Volgens de oprichters van de HNP - en in tegenstelling tot de regeringspartij NP - bezaten de Engelstalige blanke kapitalisten nog te veel macht in Zuid-Afrika en moest hun macht sterk worden ingeperkt. Als fel Afrikanernationalistische partij streefde de HNP naar een verbod op Engels als tweede taal in het land.
De HNP benadrukte het belang van het calvinisme, traditioneel de godsdienst van de meeste Afrikaners.

### 1969-1977
Na de vorming van de HNP besloot premier Vorster vervoegde verkiezingen uit te schrijven die op 22 april 1970 werden gehouden en werden gewonnen door de regerende NP. De HNP, met Albert Hertzog als lijsttrekker, kreeg 3,6% van de stemmen, te weinig voor een zetel. Bij de verkiezingen voor de provinciale raden op 28 oktober van dat jaar leed de HNP een verpletterende nederlaag. Bij de parlementsverkiezingen van 1974 behaalde de HNP eenzelfde resultaat als bij de verkiezingen van 1970: 3,6% van de stemmen. In 1977 verkreeg de partij maar 3,2% van de stemmen.

### 1977-1994

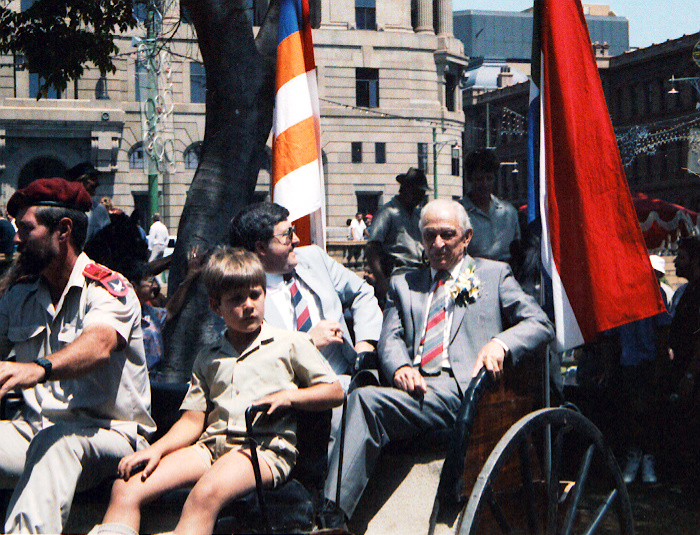
HNP-leider Jaap Marais, uiterst rechts, in een door paarden voortgetrokken wagen

In 1977 volgde Jaap Marais de bejaarde Hertzog op als partijleider. Marais stond bekend als nog onbuigzamer dan Hertzog. De toenemende liberalisering van het regime onder de regeringsleiders Pieter Willem Botha (1978-1989) en Frederik Willem de Klerk (1989-1994) zorgde voor een opleving van de HNP. In 1979 slaagde een aantal HNP-kandidaten er bijna in bij tussentijdse verkiezingen in de Volksraad te worden gekozen
. Bij de parlementsverkiezingen van 28 januari 1981 behaalde de HNP zelfs ruim 19% van de stemmen. Het districtenstelsel zorgde er echter voor dat de partij geen zetels wist te veroveren. De toenemende steun voor de HNP hing nauw samen met het door Botha ingezette beleid van "machtsdeling" (instelling van het driekamerparlement, de Presidentiële Raad waarin ook kleurlingen en Indiërs zitting hadden etc.). Fel verzette de HNP onder Marais zich tegen de doorvoering van de grondwetswijziging in 1984 die de kleurlingen en Indiërs enige politieke rechten toekende. In aanloop naar het referendum werkte de partij samen met de extreemrechtse Konserwatiewe Party van Andries Treurnicht. De KP ontstond in 1981 na een afscheiding van enkele "verkramptes" van de Nasionale Party.
Op 30 oktober 1985 werd Louis Stofberg bij een tussentijdse verkiezing voor het kiesdistrict Sasolburg (Oranje Vrijstaat) in de Volksraad gekozen. Hij zou het enige parlementslid voor de HNP zijn.
Bij parlementsverkiezingen van 1987 was er sprake van een ernstige electorale teruggang. Behaalde de partij in 1981 nog ruim 19% van de stemmen, in 1987 was dit nog maar 3,06%. Stofberg verloor zijn zetel in de Volksraad. Veel vroegere NHP-stemmers stemden op de Konserwatiewe Party van Treurnicht. De conservatieven positioneerden zich tussen de NP en de HNP in en waren dus iets gematigder. De KP kreeg bijna 27% van de stemmen, goed voor 23 zetels. De betrekkingen tussen de HNP en KP waren, ondanks de ideologische overeenkomsten, niet bijzonder goed. In 1985 werkten de KP en de HNP wel samen in hun verzet tegen de opheffing van het verbod op gemengde huwelijken.
Na de verkiezingen van 1987 en zeker na het aantreden van staatspresident F.W. de Klerk kwam de HNP in 1989 in steeds extremistischer vaarwater terecht. De HNP werd de belangrijkste spreekbuis voor ontevreden Afrikaners. Bij de parlementsverkiezingen van 1989 ontving Marais de steun van de fascistische Afrikaner Weerstandsbeweging en de Boerestaat Party. De verkiezingen verliepen dramatisch voor de HNP dat veel stemmen verloor aan de Konserwatiewe Party.
De HNP zocht in de periode na 1989 contact met fascistische en neonazistische organisaties in Europa. In de jaren 80 financierde de HNP de extreemrechtse League of Saint George dat haar zetel had in het Verenigd Koninkrijk. De HNP onderhield ook betrekkingen met de Zuid-Afrikaanse afdeling van het British National Front.

### 1994-heden
In 1991 sloot de HNP zich aan bij het Afrikaner Volksfront van generaal Armand Viljoen. Het Volksfront maakte zich zorgen over de langzame opheffing van de apartheid. Het front stortte in 1994 in toen de meeste organisaties binnen het Volksfront weigerden deel te nemen aan de parlementsverkiezingen van dat jaar. Viljoen en de zijnen richtten het Vryheidsfront op, een gematigd conservatieve partij die wél meedeed aan de verkiezingen. Het HNP weigerde met de verkiezingen mee te doen en na het aantreden van de regering o.l.v. president Nelson Mandela weigerde de HNP het nieuwe bewind te erkennen.
Veel Afrikanerpartijen streven thans in Zuid-Afrika een eigen thuisland voor Afrikaners (Boerestaat) na. De HNP verzet zich hier echter fel tegen: Zuid-Afrika is voor de Afrikaners ("Dié Land is ons Land") en de zwarten zouden zich moeten vestigen in bantoestans.
In 2000 overleed Jaap Marais. Zijn broer, Willie Marais, volgde hem als partijleider (Leier) op. Willie overleed in december 2007 en hij werd op zijn beurt opgevolgd door Japie Theart. Wouter Rust is de plaatsvervangend partijleider.

## Partijleiders
- Albert Hertzog - 1969-1977
- Jaap Marais - 1977-2000
- Willie Marais - 2000-2007
- Japie Theart - 2007-heden

## Krant
De partijkrant van de HNP is Die Afrikaner.

## Bron
- Historical Dictionary of South Africa, door: Christopher Saunders, 1983, blz. 76-77

## Verkiezingsresultaten 1970-1989
| Jaar | %      | zetels |
| ---- | ------ | ------ |
| 1970 | 3,6%   | 0      |
| 1974 | 3,6%   | 0      |
| 1977 | 3,2%   | 0      |
| 1981 | 14,09% | 0      |
| 1987 | 3,06%  | 0      |
| 1989 | 0,25%  | 0      |

## Verwijzingen
1. ↑  Winkler Prins Encyclopedisch Jaarboek 1971, door: red. Winkler Prins, blz. 401
2. ↑  Winkler Prins Encyclopedisch Jaarboek 1972, door: red. Winkler Prins, blz. 393
3. ↑  Winkler Prins Encyclopedisch Jaarboek 1980, door: red. Winkler Prins, blz. 341
4. ↑  Winkler Prins Encyclopedisch Jaarboek 1982, door: red. Winkler Prins, blz. 337
5. ↑  Winkler Prins Encyclopedisch Jaarboek 1990, door: red. Winkler Prins, blz. 311
6. ↑  De South African National Front
7. ↑  https://web.archive.org/web/20110716051949/http://www.hnp.org.za/site/index.php?id=38